# 東京ディズニーランドホテル
東京ディズニーランドホテル（とうきょうディズニーランドホテル、Tokyo Disneyland Hotel）は、千葉県浦安市にある東京ディズニーリゾート (TDR) 内にあるディズニーホテルである。

## 概要
- 所在地： 千葉県浦安市舞浜29-1
- 開業日： 2008年7月8日
- 客室数： 705室
- 料飲施設： 3箇所
- 宴会場： 4箇所
- 所有： オリエンタルランド
- 経営・運営： ミリアルリゾートホテルズ
- 建設主： 鹿島建設・大成建設

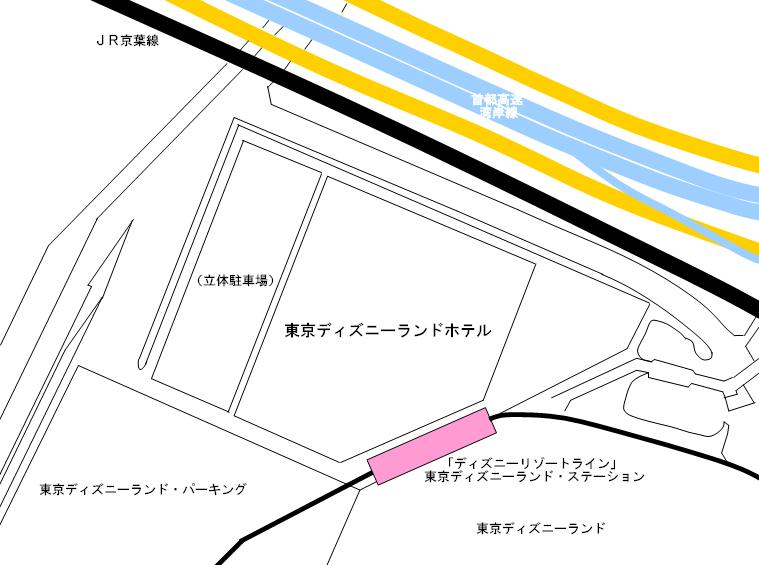
東京ディズニーランドホテル　周辺地図

当ホテルは、ちょうどディズニーリゾートライン 東京ディズニーランド・ステーションを挟んで、東京ディズニーランド (TDL) と向かい合う場所に位置しており、内装・外装とともにTDLのメインエントランスやワールドバザール、そして東京ディズニーランド・ステーションと同じ19世紀から20世紀にかけて流行したイギリス・ヴィクトリア朝様式の建物で統一されている。これはウォルト・ディズニーがヴィクトリア時代の末に生まれ、その時代の価値や理想を大切にしていたことからウォルト・ディズニー・ワールド・リゾートのマジック・キングダムをはじめとするディズニーパークのホテルで、ヴィクトリア朝様式が採用されている流れをくんでいる。因みに、誤解されがちであるが当ホテルはTDLに隣接しているもののメインエントランスの外側に位置しており、東京ディズニーシー・ホテルミラコスタのような「パーク一体型ホテル」ではない。
メインエントランスは3階に作られ、映画「ファンタジア」の世界観をモチーフにした水のモニュメントが置かれる。高さ約30mの天蓋まで吹き抜けとなったアトリウムロビー、ホテル内のガーデン（テーマの異なる4つの庭園「ファンタジア・コート」「アリス・ガーデン」「シャーウッドガーデン」「ミッキー&フレンズスクエア」）に面してショップ（5店舗「ルッキンググラス・ギフト」「ディズニー・マーカンタイル」「ビビディ・バビディ・ブティック」「マジックメモリーフォト」）やレストラン（3店舗「シャーウッドガーデンレストラン」「カンナ」「ドリーマーズ・ラウンジ」）が配置されている。また宴会場（4室「シンデレラドリーム」「ベル」「スリーピングビューティー」「スノーホワイト」）やエステティックサロン「ライラックローズ」（2011年2月末閉店）、映画『ピーター・パン』をコンセプトとした子供向けの屋外プール「ミスティマウンテンズ・プール」も併設されている。
日本国内のディズニーホテルで初めて導入される「キャラクタールーム」（計103室）では『ふしぎの国のアリス』は桃色、『白雪姫』は黄色、『シンデレラ』は水色、『ピーター・パン』は黄緑色とそれぞれの映画ごとにテーマカラーで統一され、映画の一場面を描いた絵やキャラクターが登場する壁紙でその作品の世界観に浸れるようになっている。
最高級スイート「ウォルト・ディズニー・スイート」の広さは235m2にも及び、これはホテルミラコスタの最高級ルーム「イル・マニーフィコ・スイート」 (199m2) を大幅に上回る広さであるが、料金は「イル・マニーフィコ・スイート」同様、年間一律で1泊50万円である。
客室は全客室が禁煙である。加えて一部客室には「トランドルベッド」（ベッドの下に備え付けられている補助的なベッド）に加え、壁のくぼみを利用した「アルコーヴベッド」を装備する。
客室や宿泊料は既存のディズニーホテルと同水準で、2016年の東京ディズニーセレブレーションホテル開業後は上級クラスに当たる「デラックスタイプ」の1つとなっている。同じ客室タイプでも宿泊日によって異なる4段階（バリュー・レギュラー・ピーク・トップ）の料金となる「フォーラック制」が設けられているのも同様である。
なお、当ホテルではディズニーホテルで実施しているブライダルパッケージ「ディズニー・フェアリーテイル・ウェディング」は開業当初実施していなかったが、東京ディズニーランド・シンデレラ城内でのブライダル「ディズニー・ロイヤルドリーム・ウェディング」の開始に伴い、当該プランの実施ホテルとなり、2012年4月よりブライダルサロンが開設された。
新型コロナウイルス感染症の影響による東京ディズニーランドおよび東京ディズニーシー休園に伴い、2020年2月29日より営業内容を変更、同年4月1日より休業。同年6月30日15時より運営再開。

## 計画決定までの流れ
2005年2月4日、OLCは新たなディズニーホテルの開発に関してディズニーと契約を締結したことを正式に発表した。この3番目のディズニーホテルの開発はOLCが東京ディズニーリゾートをより魅力ある「滞在型リゾート」を目指して施設や機能を拡充し成長を図るにあたり、宿泊環境のさらなる充実が必要との判断から検討を重ねてきたものであった。また既存の2つのディズニーホテルが共に年間を通じ90%を超える宿泊稼働率で推移するなど、ディズニーホテルに対する需要が極めて高いとの判断から今回の開発に至った。

## 沿革
- 2005年（平成17年）2月4日 - OLCとディズニー社が正式に契約締結。
- 2006年（平成18年）
  - 2月6日 - 名称を「東京ディズニーランドホテル」とすることを正式に発表。
  - 2月14日 - ホテル建設予定地で安全祈願祭・着工式を開催。オリエンタルランドの加賀見俊夫会長らがくわ入れの儀式を行った。また、ミッキーマウスをはじめとするディズニーのキャラクターたちが花を添えた。
- 2007年（平成19年）6月26日 - 開業日や詳細な施設概要などを正式に発表。
- 2008年（平成20年）
  - 7月2日 - 報道機関向けに内覧会を開催。
  - 7月8日 - 「東京ディズニーランドホテル」開業。
- 2020年
  - 2月29日 - 東京ディズニーランドおよび東京ディズニーシーの臨時休園に伴い営業内容変更[1]。
  - 4月1日 - 新型コロナウイルス感染症の影響により休業[2]。
  - 6月30日 - 15時より一部営業内容を変更して再開[3]。

## ホテル内施設

### サービス施設

#### ライラックローズ
エステティックサロン。2011年2月28日閉店。

#### ビビディ・バビディ・ブティック
3歳から小学6年生までの子供を対象に、メイク、ヘアセット、ドレスアップを行う。
ドレスは、ディズニープリンセスのドレスをディズニー・マーカンタイルで販売しているが、持ち込みも可能。
マジックメモリーフォトでの記念写真撮影とドレス購入を含むセットもある。
ホテル再開後の2020年6月30日以降も営業休止。

#### マジックメモリーフォト
写真館
ホテル再開後の2020年6月30日以降も営業休止。

#### ミスティマウンテンズ・プール
ピーター・パンをテーマにした屋外プール。ピーターパンとフック船長のトピアリーやドクロ岩を模した装飾がある。
夏季限定。
宿泊者限定。

### 商品店舗

#### ルッキンググラス・ギフト
ホテルアメニティギフト、デイリーヤマザキ取扱商品
- Edy使用可
- ATM設置

#### ディズニー・マーカンタイル
TDLの一部商品とホテルオリジナル商品

### レストラン

#### ドリーマーズ・ラウンジ
レストランタイプ = テーブルサービス
座席数 = 約77席

#### シャーウッドガーデン・レストラン
ブッフェサービス/カフェテリアサービス
座席数 = 約298席
プライオリティ・シーティング対応

#### カンナ
テーブルサービス
座席数 = 約97席
プライオリティ・シーティング対応